# El hombre que ríe (película de 1966)
El hombre que ríe es una película de producción franco-italiana de 1966.

## Datos generales
Producida en inglés por Metro-Goldwyn-Mayer, se filmó en Italia con el sistema de filmación Eastmancolor y adapta la novela homónima escrita en 1869 por Víctor Hugo.
Dirigida por Sergio Corbucci y producida por Joseph Fryd y Jacques Bar, está protagonizada por Jean Sorel (Angelo/Astorre Manfredi), Lisa Gastoni (Lucrecia Borgia), Ilaria Occhini (Daia) y Edmund Purdom (César Borgia). Fue ambientada en la época del Renacimiento italiano, en los inicios del siglo XVI.

## Argumento
La película trata acerca de la tiranía impuesta por la familia Borgia, a la que pertenecía César Borgia (hijo del papa Alejandro VI), contra Astorre III Manfredi, príncipe de Faenza. Comienza después de la batalla entre César y el signore de Faenza el cual, durante su retirada, se encuentra con unos actores ambulantes, entre ellos Angelo (que tiene el rostro desfigurado desde su niñez, haciendo que parezca reír). Después de algunas aventuras y de salvarle la vida a Lucrecia Borgia, cuando las fuerzas de Astorre Manfredi atacan Jesi en alianza con las poderosas familias Orsini y Vitelli, estos últimos señores de Città di Castello, un científico de los Borgia le hace una operación para que su rostro sea igual al de Astorre Manfredi.
La intención es secuestrar al verdadero Astorre y que Angelo se haga pasar por éste para que los Borgia gobiernen sus dominios a través suyo, ello antes del casamiento del duque-príncipe de Faenza con Daia. Angelo se arrepiente y revela todo a su antigua amada y luego libera a Astorre, cayendo herido en lucha con los soldados de Borgia. Antes de morir le entrega su anillo de matrimonio (propiedad del verdadero Astorre), que se reencuentra con Daia. Eso confunde a los Borgia, que llegan al lugar, sin darse cuenta de que Astorre Manfredi está vivo. Creyendo haberse salido con la suya, César atraviesa con su espada a Angelo. Finalmente, César y Lucrecia se retiran de Faenza llevando consigo el cadáver de Angelo en una carreta creyendo que es el Duque de Faenza. Mientras tanto, Astorre toma contacto con emisarios de la flota veneciana que aguardan en el litoral adriático para atacar a los Borgia.